# 애덤 미첼 (닥터 후)
애덤 미첼은 영국의 SF 드라마 《닥터 후》 뉴 시즌1에 등장하는 인물이다. 브루노 랭글리가 연기하였다. 작중에서 9대 닥터 (크리스토퍼 에클스턴)을 만나 로즈 타일러 (빌리 파이퍼)에 이어 닥터의 두번째 동행자가 되지만, 시간여행에 능숙한 로즈와는 달리 우왕자왕하는 모습을 보인다.
애덤 미첼은 2012년의 지구에서 온 천재 소년으로, 자신이 일하던 곳에서 닥터와 로즈를 우연히 만나 시간여행의 동행자가 된다. 로즈는 애덤을 동갑내기 여행자로 받아들이지만 닥터는 속으로 못미더워한다. 이후 처음으로 떠난 시간여행에서 애덤은 자기 이득을 취하기 위해 미래의 정보를 빼돌리는 짓을 저지르고, 닥터는 애덤을 타디스에서 내쫓는다. 이는 동행자가 잘못된 행동으로 닥터가 직접 타디스 밖으로 내쫓았던 최초의 사건이기도 하다.
애덤은 총괄 프로듀서를 맡은 러셀 T 데이비스가 《닥터 후》를 부활시키던 과정에서 처음부터 만들어낸 등장인물이다. 시리즈 기획 초반부터 애덤은 짧게 등장하는 인물로 설정됐다. 비중도 짧고 활약도 좋지 않기에 애덤 미첼에 대한 평은 좋지 못한 편이지만, 상투적인 설정의 동행자라는 존재에 대한 일종의 반대인물로서 역할한 점과 떠나면서 남긴 교훈은 높게 평가받았다.